# シンガポールガール

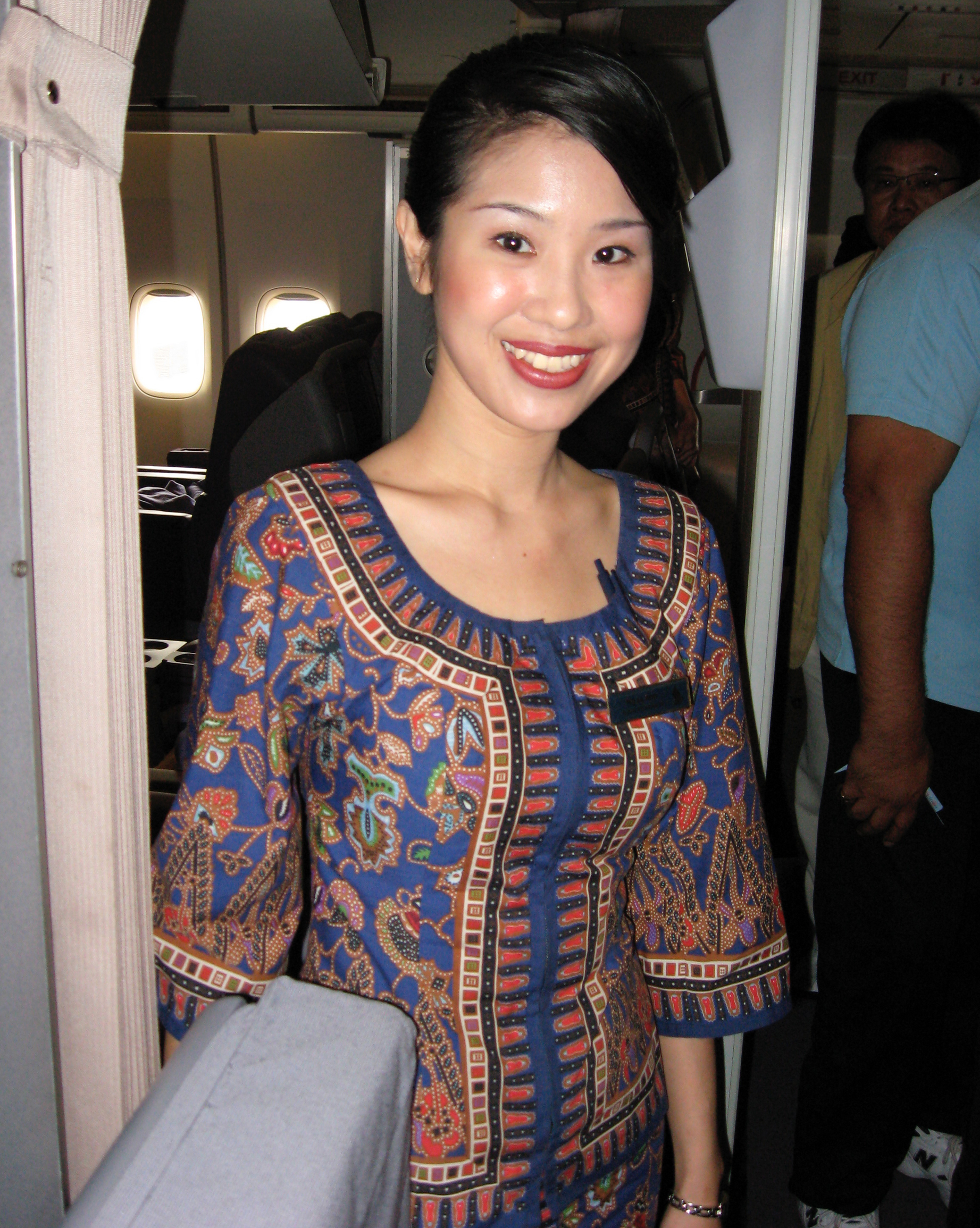
シンガポール航空の客室乗務員

シンガポールガール（Singapore Girl）はシンガポール航空の視覚的広告である。1972年以来、シンガポール航空特有のサロンケバヤを身にまとった女性客室乗務員  
に適用した、一貫したキャッチコピー、スローガンで、シンガポール航空の重要なマーケティングの要素として残っている。シンガポール航空のホスピタリティや客室サービスは雑誌や旅行業界などから認められ、'World's Best Cabin Crew Service' by the Business Traveller Asia-Pacific Awards を17年連続で受賞している。航空会社の設立以来長期間にわたって行われている広告活動は、シンガポール航空の客室乗務員の誠実さを特徴付けサービスの側面を強調している。

## 原型と広がり
シンガポールガールの象徴的なイメージとブランドは1968年に、現在のマレーシア航空とシンガポール航空が同一の航空会社であったマレーシア・シンガポール航空時代に国際線のネットワークの開発と拡張を行っていた時期に作られた。サロンケバヤ"Sarong Kebaya"のユニフォームを最初に導入したのはマレーシア・シンガポール航空（MSA）で客室乗務員が着用し、後にシンガポール航空の重要な企業イメージとして開発されている。同根のマレーシア航空の客室乗務員もこのサロンケバヤを身にまとっている。ブランドの原型はイアン・ベイティ(Ian Batey)により開発された。マレーシア・シンガポール航空の運航は1972年10月1日で終わり、その後シンガポール航空とマレーシア航空がそれぞれ引き継ぐことになった。今日でも続くシンガポールガールのイメージは1972年に確立しシンガポール航空はフランスのオートクチュールデザイナーピエール・バルマンを起用し今までの客室乗務員用のユニフォームを刷新した。このとき以来、世界中でシンガポール航空固有のブランディングとして認識され様々なメディアに広告塔としてシンガポールガールである客室乗務員が登場している。シンガポールガールはシンガポール航空のスローガンである"A Great Way To Fly".と共に視覚的な商標やブランドとなった。シンガポールガールは「アジアの価値とおもてなし」を生むと言われ、「人を思いやり、温かく親切、上品で穏やか」であると評されている。シンガポールガールの蝋人形が作られロンドンのマダム・タッソー館に1994年に設置された。21世紀に入ってからシンガポールガールはB777−300ERのビジネスクラスのテレビCMや、2007年10月25日のシドニーへのA380の初商業運航でその姿を見ることが出来る。

## 採用
航空会社の企業イメージを作る効果がある「シンガポールガール」は客室、フライトのクルーとして厳しい訓練過程を受けている。航空会社の評判や業務から生じる名声は、多数の応募を周辺地域から受け付けることが出来、それにより採用募集のプロセスにおいて質の高い人材を選別することを可能にした。シンガポール航空はシンガポール人とマレーシア人からのみ客室乗務員を採用していたが、1995年からは採用の門戸を中国やインド、インドネシア、日本、韓国、台湾など他の国にも広げ言語による乗務員と旅客の障壁を最小化している。それぞれの採用応募者の10%が選考に通過し、"Singapore Girl"シンガポールガールになる最初のステップのトレーニングに進む。 (https://www.youtube.com/watch?v=P5sGKR6NJBw)

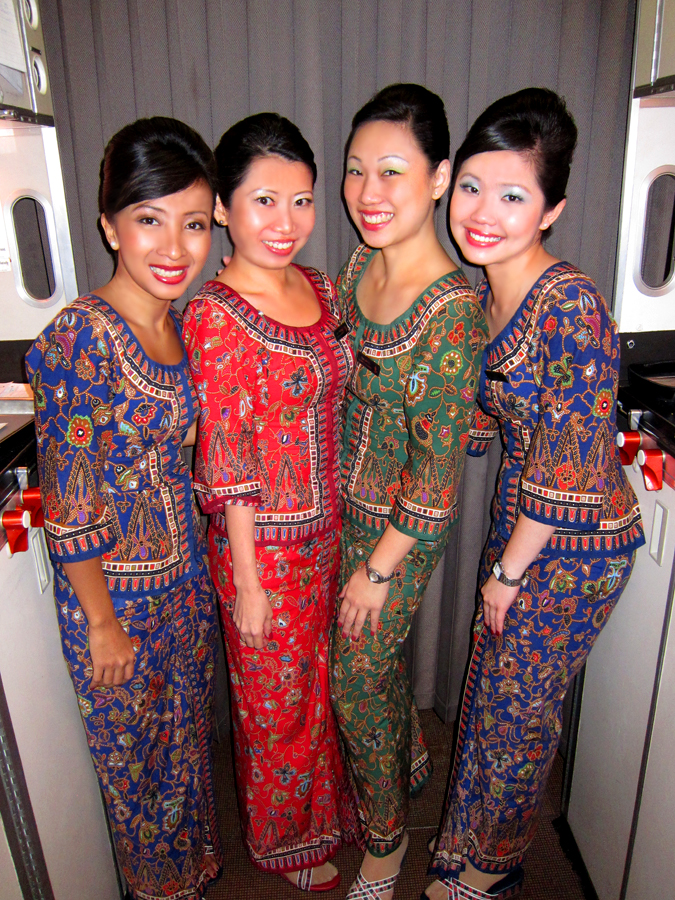
制服の色により階級が違う客室乗務員

- 頭からつま先までの乗組員のための厳格な規則や規制の一部は以下である。
  - 航空会社は客室乗務員に髪の色は黒かダークブラウンであることを定めている。ヘアカラーなど髪の脱色剤の使用は認められていない。
  - 客室乗務員は長い髪にはシニヨンの使用や髪を結い上げたフレンチツイストでなければならない。
  - 客室乗務員はショートヘアを襟より上のラインでもみ上げは耳たぶ以下にならないようにする。前髪は眉毛にかかってはいけない。
  - 眉毛な整斉し、入れ墨や描いたものは不可。
  - アイシャドーは会社が定めた色にしなければならず、本人の肌により青か茶色を使用。
  - 奇抜なデザインのイアリングは不可。ピアスなどは可。
  - マニュキュアは会社が定める明るい赤でなければならない。
  - シンプルなブレスレットや指輪は着用可。小さいものやシンプルな時計は着用可。
  - スペアのケバヤはフライト毎に確保。1時間程度の短時間のフライトも含む。
  - 足指の付け爪は会社が定める明るい赤色。足指付け爪に色が付いていない場合は代わりのストッキングなどを着用。
  - チェーンやネックレスは不可。爪はふちがかけたものは不可。
  - 離着陸時には安全靴かカバー付きのサンダルを着用。飛行中等は客室乗務員はバティックの上靴（スリッパ）を着用。

### 制服
4色のケバヤによってシンガポール航空の客室乗務員は階級が表されている。
- 青 – 客室乗務員
- 緑 – 指導客室乗務員
- 赤 – チーフ
- ワインレッド - 管理監督者

制服の大部分は変わっていないが、男性客室乗務員の制服は2008年6月30日に更新された。男性客室乗務員は独特なシンガポールガールのケバヤを引き立てるネイビーのスーツを着用し、階級はネクタイの色により分かれている。こちらも同様に4色で階級が分かれている。
- ブルーストライプ - 客室乗務員
- グリーンストライプ - 指導客室乗務員
- レッドストライプ - チーフ
- パープルストライプ - 管理監督者

2001年4月にそれまでの靴はシンガポール航空006便離陸失敗事故を機に安全上の理由と批判から変更されている。

## ブランド戦略に対する批判
シンガポールガールのマーケティングコンセプトに関しては広告の「ガール」の言葉から白人男性に従属する望ましいアジア女性と言うステレオタイプ的なイメージから性差別に反対する団体から批判の対象となっている。しかし、マーケティングコンセプトから将来の広告活動で完全にシンガポールガールが置き換えられることはない。「シンガポールガールの象徴をシンガポール航空（SIA）から無くすことはディズニーランドからミッキーマウスを無くすようなものだ…。」とザ・ストレーツ・タイムズには載っている。2007年4月16日にニューヨークをベースとする広告エージェントTBWA\HAKUHODOはDDB Worldwideとパブリシスを破り新たにシンガポール航空の主要広告エージェントとなった。年5千万シンガポールドルで5年間の契約を結び、TBWAは1990年代後半からアジアで事業を開始してから最大の勝利を得た。シンガポール航空は今後もシンガポールガールとサロンケバヤのユニフォームは広告戦略として維持すると約束している。